# Réna Doúrou
Pour les articles homonymes, voir Dourou (homonymie).
Réna Doúrou (en grec moderne : Ρένα Δούρου), née le 7 octobre 1974 à Aigáleo (Grèce), est une politologue et femme politique grecque.

## Biographie

### Formation et engagement politique
Réna Doúrou est née en 1974 d'un père policier et d'une mère au foyer. Elle a grandi dans la municipalité d'Aigáleo, une ville ouvrière de la banlieue d'Athènes.
Elle a étudié à l'université d'Athènes, en France, en Turquie et en Angleterre. Elle est diplômée en géopolitique et parle cinq langues.
Elle est issue du mouvement altermondialiste et a milité pour la Jeunesse du Synaspismós (el).

### Députée au Parlement hellénique
Aux élections législatives grecques de mai 2012, elle est élue députée au Parlement hellénique dans la deuxième circonscription d'Athènes. Elle est nommée questrice pour l'éphémère XIVe législature.
Pendant la campagne des élections législatives de juin 2012, elle se fait connaître du grand public lorsqu'elle est agressée pendant un débat télévisé par le porte-parole d'Aube dorée Ilías Kassidiáris, qui lui lance un verre d'eau au visage avant de frapper la candidate communiste Liána Kanélli. Réélue députée, elle est chargée des questions internationales dans le cabinet fantôme du SYRIZA.

### Gouverneure de l'Attique
Aux élections régionales de mai 2014, elle conduit la liste du SYRIZA dans la périphérie de l'Attique. Elle démissionne de son siège de députée le 18 mars pour faire campagne, et est remplacée par Eleni Avlonitou.
Sa campagne électorale est caractérisée par l'antipathie des médias locaux et les attaques misogynes de ses concurrents. Elle arrive en tête au premier tour avec 23,80 % des suffrages, et remporte l'élection au second tour avec 50,82 % des suffrages. Sa victoire était inattendue. Elle devient la première dirigeante de la gauche radicale à exercer des responsabilités importantes.
Réna Doúrou prend ses fonctions de gouverneure de l'Attique le 1er septembre 2014, après avoir prêté un serment civil le 27 août. Le nouveau budget régional consacre des moyens importants à la politique sociale : un fonds pour l'urgence humanitaire est doté de 13,9 millions d'euros, dont 2,5 millions d'euros pour la fourniture d'électricité aux plus démunis. Les autres priorités de son mandat consistent à réformer la gestion des déchets, orienter les fonds structurels européens vers les PME créatrices d'emplois, développer les infrastructures régionales et lutter contre le clientélisme. La mise en œuvre de son programme est entravée par le gouvernement, qui est opposé aux projets de la nouvelle majorité régionale,.
Candidate à un second mandat lors des élections locales de 2019, elle est battue au second tour par le candidat de Nouvelle Démocratie, Giórgos Patoúlis.

## Publications
- Η Απόλαυση του Εθνικισμού, 2007
- Κυβέρνηση της Αριστεράς : δρόμος για το μέλλον ή παρένθεση; (ouvrage collectif), 2013
- Μια κουβέντα με τον Γλέζο, 2014